# Erythrolamprus festae
Erythrolamprus festae – gatunek niejadowitego węża z rodziny połozowatych (Colubridae). Występuje w północno-zachodniej części Ameryki Południowej – w Ekwadorze i północnym Peru. Prowadzi dzienny, naziemny lub półwodny tryb życia.

## Systematyka
Takson ten po raz pierwszy zgodnie z zasadami nazewnictwa binominalnego opisał w 1897 roku włoski herpetolog Mario Giacinto Peracca w „Bollettino dei musei di zoologia ed anatomia comparata della R. Università di Torino”. Autor nadał wężowi nazwę Rhadinaea festae, a jako miejsce typowe wskazał dolinę Rio Santiago w Ekwadorze. Holotyp MZUT 227 (pierwotnie oznaczony jako MZUT R2178) to dorosły samiec odłowiony przez E. Festę pomiędzy wrześniem 1895 a lipcem 1897 roku. W 2012 roku na podstawie badań filogenetycznych Grazziotin ze współpracownikami stwierdzili, że gatunek ten należy do rodzaju Erythrolamprus, a w 2021 Entiauspe-Neto ze współpracownikami wykazali, że gatunek ten jest najbliżej spokrewniony z Erythrolamprus miliaris.
Nie wyróżnia się podgatunków.

### Etymologia
- Erythrolamprus: gr. ερυθρος eruthros „czerwony”[10]; λαμπρος lampros „błyszczący, świecący, lśniący”[11].
- festae: dr Enrico Festa (1868–1939), włoski zoolog[2].

## Morfologia
Jest to niewielki wąż o krótkiej, ciemnobrązowej od góry i białej od spodu głowie, która jest tylko niewiele szersza od szyi, o czarnych oczach. Ubarwienie części grzbietowej jest brązowe i składa się z serii ciemnych brązowych lub ciemnobrązowych oraz jasnoszarych pasów w ilości od 27 do 36 u samców i od 29 do 45 u samic, są one szersze na grzbiecie i węższe w okolicach brzucha. Brzuch biały z czarnymi plamami w ilości od 27 do 40. Ogon w czarne paski od 12 do 16. Gatunek ten jest najbardziej podobny do Erythrolamprus breviceps i Erythrolamprus taeniogaster. Od Erythrolamprus breviceps różni się wzorem pasów, a od Erythrolamprus taeniogaster posiadaniem dwóch tarczek przedocznych zamiast jednej.
Wymiary:
|                          | Samiec  | Samica  |
| Długość całkowita (mm)   | 691     | 691     |
| Długość SVL (mm)         | 558     | 558     |
| Długość TL (mm)          | 133     | 133     |
| Łuski grzbietowe (rzędy) | 17      | 17      |
| Tarczki brzuszne         | 160–170 | 156–180 |
| Tarczki podogonowe       | 61–65   | 56–64   |

## Występowanie
Erythrolamprus festae występuje w północno-zachodniej Ameryce Południowej – w Ekwadorze i północnym Peru, od wschodnich pogórzy Andów do nizinnych lasów Amazonii, na wysokościach od 200 m n.p.m. do około 1680 m n.p.m. W Ekwadorze odnotowano go w prowincjach Chinchipe, Morona Santiago, Napo, Sucumbíos i Pastaza.

## Ekologia i zachowanie
Gatunek ten występuje głównie w tropikalnych lasach nizinnych i podgórskich. Spotykany jest także na skrajach lasów w okolicach zbiorników wodnych. Prowadzi dzienny, głównie lądowy tryb życia, ale spotykany jest też w zbiornikach wodnych i ich okolicach. Brak informacji o diecie i rozmnażaniu tego gatunku.

## Status
W Czerwonej księdze gatunków zagrożonych IUCN Erythrolamprus festae jest klasyfikowany jako gatunek najmniejszej troski (LC, ang. Least Concern). Trend populacji ani liczebność populacji nie jest określona. Gatunek ten jest opisywany jako niepospolity lub rzadki.